# Pseudogyndes
Pseudogyndes es un género de arácnido  del orden Opiliones de la familia Gonyleptidae.

## Especies
Las especies de este género son:
- Pseudogyndes marginata
- Pseudogyndes subsimilis